# Mobiliario humano
El mobiliario humano o mueble humano (del inglés: human furniture) hace referencia al uso del cuerpo de una persona que es utilizado como bandeja, reposapiés, silla, mesa, armario u otro elemento. La fornifilia (del inglés forniphilia) hace referencia a la práctica de crear muebles humanos en el movimiento BDSM, que han sido usados tanto en el arte moderno como en la pornografía.

## Arte
Un modelo utilizado como mobiliario humano puede estar desnudo o semidesnudo para agregar atractivo erótico o estético. Las esculturas Hatstand, Table and Chair de Allen Jones, realizadas en 1969, que muestran a mujeres semidesnudas en el papel de muebles, son un ejemplo clásico de la representación de la fornifilia como arte.

## Bondage
El término fornifilia fue acuñado por el artista de bondage Jeff Gord, especialista en este subgénero y creador del sitio web "House of Gord" sobre el tema. La fornifilia como forma de esclavitud, por lo general, implica que el sujeto esté fuertemente atado y se espera que permanezca inmóvil durante un período prolongado. Gord dijo que el período máximo que usaba dependía de las técnicas de esclavitud involucradas, pero generalmente no excedía las dos horas. Gord también advirtió que los peligros inherentes a esta técnica significaban que solo deberían llevarla a cabo expertos. Gord usó mordazas en algunas de sus creaciones, que tenían como objetivo principal la objetivación sexual o la humillación erótica. La seguridad adecuada requiere controles frecuentes del bienestar de la persona sumisa.

## En la cultura popular
Ejemplos de mobiliario humano han aparecido en la película La naranja mecánica de Stanley Kubrick, donde se incluyó una escena en el Korova Milk Bar, amueblado con mesas con forma de mujeres desnudas.
Si bien, esta práctica ha estado presente desde mucho tiempo antes. El autor japonés Ranpo Edogawa retrató en 1925 en su cuento La habitación roja a pervertidos que se deslizaban por sillones huecos, mientras disfrutaban sintiendo cómo mujeres hermosas se duermen junto a ellos, lánguidas entre sus brazos. del sillón que los abraza, entregándose al placer que no identifican: la calidez de un mueble cuyo corazón late. También, el marqués de Sade llegó a escribir sobre esta temática y el erotismo que le rodea en Juliette o las prosperidades del vicio (1799), retratado en el episodio del ogro Minski, cuyo salón estaba está amueblado exclusivamente con mujeres desnudas.